# N'oubliez pas votre brosse à dents
 (septembre 2022).
Si vous disposez d'ouvrages ou d'articles de référence ou si vous connaissez des sites web de qualité traitant du thème abordé ici, merci de compléter l'article en donnant les références utiles à sa vérifiabilité et en les liant à la section « Notes et références ».
N'oubliez pas votre brosse à dents est une émission de télévision de divertissement, diffusée sur la chaîne française France 2 de septembre 1994 à juin 1996, et présentée par Nagui.

## Principe de l'émission
Le samedi 24 septembre 1994, France 2 ose un programme nouveau dont le ton est déjanté et insolent. 
Librement adaptée de l'émission anglaise de même nom sur Channel Four et dotée d'un budget de 3 millions de francs, N'oubliez pas votre brosse à dents se veut une parodie des jeux télévisés avec des effets spéciaux qui replongent parfois le téléspectateur dans l'univers du dessin animé. Le tout mené par Nagui, accompagné de ses Naguettes et de sa fidèle voix off : Jean-Luc Reichmann.
Les candidats étaient au nombre de 320 personnes et tous devaient venir avec leurs valises, et sans oublier leur brosse à dents !
Et pour cause, chacun des membres du public était susceptible de partir en cours d'émission pour un voyage de rêve et au soleil pendant 10 jours. La première destination était une semaine à l'île Maurice. Et pour les moins chanceux : un week-end à Lille chez Maurice.
Pendant l'émission, Nagui se faufile dans le public, s'arrête sur un spectateur pour révéler une de ses habitudes, la plupart du temps gênante. Certains d'entre eux se retrouveront directement sur le plateau pour participer à des épreuves pour le moins inhabituelles comme détruire son salon ou faire exploser sa voiture pour en gagner une neuve.
Pour chaque candidat, une enquête est menée, le but étant de connaitre le plus petit détail afin d'étonner tout le monde.
Rien n'arrête N'oubliez pas votre brosse à dents où un candidat peut voir son salon, sa cuisine, sa chambre à coucher... sur le plateau et dans le plus grand secret.
L'émission se démarque d'un jeu « classique » car elle peut être décrite comme la première sur la télévision française dont certaines épreuves sont plus basées sur l'humiliation de candidats avides de passages à la télévision que sur un jeu au sens propre du terme, s'inspirant plus ou moins de la télévision japonaise par la présence d'un plateau coloré, de candidats déguisés, d'une voix-off sortant de son rôle, etc. Parmi les « épreuves », on pouvait voir entre autres la destruction d'objets personnels des candidats, le lavage des pieds du public par un candidat ou l'enfermement de candidats dans des toilettes factices pendant toute la durée de l'émission.

## Réactions
Cette première émission n'a pas plu au Conseil Supérieur de l'Audiovisuel, notamment lorsque Nagui interviewe les candidats avec un micro en forme de revolver, et surtout lorsque l'animateur distribue aux participants des billets de 200 francs. Jean-Pierre Elkabbach, le président de France 2/France 3, demandera à Nagui de ne plus montrer de l'argent à l'antenne. Même TF1 a fait appel aux députés en dénonçant le caractère vulgaire de l'émission. Et pour cause : TF1, qui avait des émissions de Patrick Sébastien (comme Super Nana entre autres), était systématiquement battue par France 2 dont l'émission de Nagui pouvait atteindre plus de 6 millions de téléspectateurs.

## Arrêt de l'émission
L'émission s'arrête avec le départ de Jean-Pierre Elkabbach en 1996 et ne sera pas reconduite sur la grille des programmes car le nouveau président, Xavier Gouyou-Beauchamps, trouve lui aussi l'émission vulgaire mais veut garder Nagui sur France 2 (notamment comme présentateur de Taratata). Mais l'animateur signe avec TF1, qui va en profiter pour cloner le concept de N'oubliez pas votre brosse à dents sur la une en l'appelant Vous ne rêvez pas. Mais sans grand succès : la nouvelle émission sera diffusée pendant à peine trois mois[réf. souhaitée].

## Audiences
L'émission a connu un énorme succès et réunissait en moyenne plus de 6 millions de téléspectateurs entre 1994 et 1996 talonnant TF1 lors de ses diffusions et rajeunissant drastiquement l'audience de la chaine. La première émission a réuni 6,38 millions de téléspectateurs et 31,3 % de part de marché. En 1995, l'émission atteint 7,65 millions de téléspectateurs et 40,9 % de part de marché. Du côté des 15-35 ans et des moins de 50 ans, l'audience est un carton plein.

## Retours du concept
En 2004, Nagui présente Ça va être votre fête sur France 2, une émission reprenant l'esprit de N'oubliez pas votre brosse à dents.
Nagui et sa société de production ont réfléchi en 2009 à un retour du jeu en confiant la présentation à Vincent Lagaf' mais ce dernier a préféré animer Le Juste Prix sur TF1. 
En 2011, pour la case de l'access prime time de France 2, Nagui présente et produit un nouveau jeu, Chéri(e), fais les valises, également inspiré par N'oubliez pas votre brosse à dents et qui aurait pu être diffusé en alternance avec N'oubliez pas les paroles.